# 14 maja
14 maja jest 134. (w latach przestępnych 135.) dniem w kalendarzu gregoriańskim. Do końca roku pozostaje 231 dni.

## Święta
- Imieniny obchodzą: Ampelia, Ampeliusz, Bonifacy, Dominika, Egidia, Fenenna, Idzi, Izydor, Jeremi, Jeremiasz, Koryna, Maciej, Maria, Michał i Wiktor.
- Liberia – Dzień Jedności
- Polska – Dzień Farmaceuty[1]
- Samoa – Dzień Matek Samoa
- Szwecja – Dzień Języka Migowego
- Wspomnienia i święta w Kościele katolickim[2][3][4][5] obchodzą:
  - św. Bonifacy z Tarsu (męczennik, jeden z tzw. trzech zimnych ogrodników)
  - św. Maciej Apostoł (męczennik)
  - św. Maria Dominika Mazzarello (salezjanka)
  - św. Michał Garicoïts (zakonnik)
  - św. Teodora Guérin (zakonnica)
  - św. Kartak z Lismore (biskup)

## Wydarzenia w Polsce
- 1549 – Zbrojna czeladź księdza kanonika Andrzeja Czarnkowskiego napadła na bursę studencką Wszystkich Świętych Akademii Krakowskiej, którą zdemolowała, pobiła studentów, a jednego (Jerzego, syna Jana z Pienian) zabiła. Sprawa, za wstawiennictwem króla Zygmunta Augusta znalazła się w sądzie, jednak proces nie był prowadzony bezstronnie. Część oburzonych żaków postanowiła opuścić Kraków i przenieść się na inne uniwersytety, co w 1892 roku zostało uwiecznione na obrazie Jana Matejki Wyjście żaków z Krakowa w roku 1549.
- 1590 – Cieszanów otrzymał prawa miejskie.
- 1643 – Poświęcono kościół św. Barbary w Częstochowie.
- 1772 – I rozbiór Polski: wojska austriackie przekroczyły granicę Polski.
- 1792 – W Targowicy nad Siwuchą ogłoszono zawiązanie przez polskich magnatów konfederacji przeciwko reformom Sejmu Wielkiego.
- 1809 – Wojna polsko-austriacka: wojska polskie zajęły Lublin
- 1831 – Powstanie listopadowe: klęska powstańców w bitwie pod Daszowem.
- 1866 – Louis Diebel został pierwszym nadburmistrzem Katowic.
- 1886 – 9 osób zginęło w wyniku przejścia trąby powietrznej nad Krosnem Odrzańskim.
- 1906 – Członek Organizacji Bojowej PPS Baruch Szulman dokonał w Warszawie udanego zamachu bombowego na podkomisarza policji carskiej N. Konstantinowa. Podczas ucieczki z miejsca zdarzenia został zastrzelony.
- 1908 – Pruski Parlament Krajowy zatwierdził projekt budowy niedokończonego Kanału Mazurskiego, który miał połączyć Wielkie Jeziora Mazurskie z Bałtykiem poprzez rzeki Łynę i Pregołę.
- 1920:
  - Wojna polsko-bolszewicka: rozpoczęła się kontrofensywa wojsk bolszewickich.
  - W Warszawie rozpoczął się I Kongres Klasowych Związków Zawodowych.
  - Założono klub sportowy Polonia Bydgoszcz.
  - Założono Związek Literatów Polskich.
- 1922 – Reprezentacja Polski w piłce nożnej rozegrała pierwszy w historii mecz międzypaństwowy przed własną publicznością, przegrywając na Stadionie Cracovii z Węgrami 0:3.
- 1926 – Przewrót majowy: wobec kontrataku wojsk marszałka Józefa Piłsudskiego polskie władze wycofały się do Wilanowa, gdzie wieczorem prezydent Stanisław Wojciechowski złożył urząd, a premier Wincenty Witos podał swój rząd do dymisji.
- 1928 – Założono klub piłkarski Włókniarz Łódź.
- 1944:
  - Nierozstrzygnięta bitwa pod Rąblowem pomiędzy polsko-radzieckimi oddziałami partyzanckimi a wojskiem niemieckim.
  - Żołnierze Zgrupowania Stołpeckiego AK odnieśli zwycięstwo w bitwie w Kamieniu Stołpeckim na terenie dzisiejszej Białorusi z dwiema brygadami sowieckiej partyzantki.
- 1948 – Założono Centralną Szkołę Prawniczą w Warszawie.
- 1952 – Ustanowiono odznakę „Wzorowy Kierowca”.
- 1955 – Podpisano Układ Warszawski.
- 1983 – W szpitalu zmarł 19-letni maturzysta Grzegorz Przemyk, pobity dwa dni wcześniej przez funkcjonariuszy MO w komisariacie przy ul. Jezuickiej w Warszawie.
- 1984 – Premiera komedii science fiction Seksmisja w reżyserii Juliusza Machulskiego.
- 1999 – W Alei Gwiazd w Łodzi odsłonięto gwiazdę Bogumiła Kobieli.
- 2004 – Premier Marek Belka wygłosił exposé sejmowe.
- 2005 – W Warszawie odsłonięto pomnik Charles’a de Gaulle’a.
- 2014 – Otwarto Międzynarodowe Centrum Targowo-Kongresowe Expo Kraków.

## Wydarzenia na świecie
- 756 – Stoczono bitwę pod Alamedą.
- 1027 – W katedrze w Reims Henryk I został koronowany vivente rege na króla Francji.
- 1097 – I wyprawa krzyżowa: rozpoczęło się oblężenie Nicei.
- 1264 – II wojna baronów w Anglii: w bitwie pod Lewes Simon Montfort pokonał i wziął do niewoli przyszłego króla Edwarda I Długonogiego.
- 1410 – W Bolonii rozpoczęło się konklawe okresu wielkiej schizmy zachodniej, które 17 maja wybrało Jana XXIII na drugiego po Aleksandrze V antypapieża obediencji pizańskiej.
- 1450 – Armia turecka rozpoczęła oblężenie albańskiej twierdzy Kruja.
- 1509 – Wojna Ligi z Combrai z Wenecją: zwycięstwo wojsk francuskich nad weneckimi w bitwie pod Agnadello.
- 1515 – Włoski malarz Andrea del Sarto otrzymał zlecenie na namalowanie obrazu Madonna z harpiami.
- 1541 – Papież Paweł III erygował diecezję limską w Peru.
- 1560 – Miażdżące zwycięstwo floty tureckiej nad chrześcijańską w bitwie o Dżerbę.
- 1607 – Założono Jamestown w Wirginii, pierwszą stałą osadę angielską w Ameryce Północnej.
- 1608 – W niemieckim Auhausen została zawiązana Unia Ewangelicka.
- 1610 – Katolicki fanatyk François Ravaillac zasztyletował w Paryżu króla Henryka IV Burbona. Nowym królem został jego syn Ludwik XIII.
- 1632 – Dolný Kubín na Słowacji otrzymał prawa miejskie.
- 1643 – Po śmierci Ludwika XIII królem Francji został jego syn Ludwik XIV.
- 1692 – Została utworzona prowincja Massachusetts Bay.
- 1747 – Wojna o sukcesję austriacką: flota brytyjska pokonała flotę francuską w I bitwie u przylądka Finisterre.
- 1796 – Brytyjski lekarz Edward Jenner zaszczepił 8-letniego chłopca wirusami ospy krowianki, uzyskując dzięki temu po raz pierwszy odporność biorcy na wirusy ospy prawdziwej.
- 1801 – Saudyjscy wahhabici zaatakowali Karbalę, mordując od 2000 do 5000 mieszkańców i wywożąc ze sobą ponad 4000 wielbłądów załadowanych łupami (złotem, srebrem, kamieniami szlachetnymi i dywanami perskimi).
- 1804 – Rozpoczęła się ekspedycja Lewisa i Clarka, która jako pierwsza dotarła drogą lądową do amerykańskiego wybrzeża Pacyfiku.
- 1809 – Wojna na Półwyspie Iberyjskim: zwycięstwo wojsk francuskich nad portugalskimi w bitwie pod Alcantarą.
- 1818 – Poświęcono odbudowaną po pożarze cerkiew Zwiastowania w Rydze.
- 1836 – Przebywający w niewoli meksykański generał Antonio López de Santa Anna podpisał pod przymysem traktat pokojowy w Velasco, który zapewniał Teksasowi niepodległość.
- 1842 – Mariano Rivera Paz został po raz trzeci prezydentem Gwatemali.
- 1858 – John McDouall Stuart rozpoczął pierwszą podróż przez Australię od południowego wybrzeża do brzegów Pacyfiku na północy.
- 1864 – We Francji spadł meteoryt Orgueil.
- 1868 – Wojna boshin w Japonii: zwycięstwo wojsk cesarskich nad siłami siogunatu w bitwie o zamek Utsunomiya.
- 1879 – Amerykański astronom Christian Peters odkrył planetoidę (196) Philomela.
- 1889 – W Paryżu odbyła się prapremiera opery Esclarmonde Jules’a Masseneta.
- 1890 – Papież Leon XIII zatwierdził Zgromadzenie Księży Misjonarzy Saletynów.
- 1892 – Założono holenderski klub piłkarski Vitesse Arnhem.
- 1899 – W Montevideo założono Club Nacional de Football.
- 1900 – W Paryżu rozpoczęły się II Letnie Igrzyska Olimpijskie.
- 1901 – Aresztowany od 15 miesięcy i symulujący chorobę psychiczną Józef Piłsudski zbiegł dzięki pomocy polskiego lekarza ze szpitala św. Mikołaja Cudotwórcy w Petersburgu, dokąd przewieziono go z Warszawy na szczegółowe badania.
- 1908 – Wilbur Wright odbył pierwszy lot samolotowy z pasażerem.
- 1910 – W Brukseli przedstawiciele Belgii, Wielkiej Brytanii i Niemiec podpisali porozumienie graniczne dotyczące ich kolonii środkowoafrykańskich.
- 1912:
  - Chrystian X został królem Danii.
  - W domu w Nogent-sur-Marne pod Paryżem anarchiści Octave Garnier i René Valet zostali otoczeni przez oddział 250 policjantów i 400 żuawów. Po desperackiej obronie zginęli wskutek wysadzenia budynku przez oblegających.
- 1913:
  - Gubernator stanu Nowy Jork William Sulzer wydał zgodę na założenie Fundacji Rockefellera.
  - I wojna bałkańska: mocarstwa europejskie wysadziły desant w bezprawnie anektowanej przez Czarnogórę byłej tureckiej twierdzy Szkodra, która miała zostać przekazana Albanii.
- 1914 – W Paryżu odbyła się prapremiera baletu Legenda o Józefie z muzyką Richarda Straussa według libretta Harry’ego Kesslera i Hugo von Hofmannsthala i z choreografią Michaiła Fokina.
- 1915 – Premier Portugalii Joaquim Pimenta de Castro został obalony w wyniku wojskowego zamachu stanu.
- 1917 – I wojna światowa: na zachód od duńskiego Esbjerg zatonął po wejściu na niemiecką minę U-Boot SM U-59, w wyniku czego zginęło 33 (wraz z kapitanem) spośród 37 członków załogi.
- 1918 – Rada Białoruskiej Republiki Ludowej poleciła Romanowi Skirmuntowi utworzenie nowego rządu.
- 1919 – Założono uniwersytet w chiijskim Concepción.
- 1920 – Sa Zhenbing został tymczasowym premierem Republiki Chińskiej.
- 1923 – W katastrofie należącego do francuskich linii Air Union samolotu Farman F-60 Goliath w Monsures na północy kraju zginęło 6 osób (2 członków załogi i 4 pasażerów).
- 1926 – Zakończył się lot sterowca „Norge” ze Spitsbergenu na Alaskę ponad biegunem północnym.
- 1927 – W stoczni Blohm & Voss w Hamburgu zwodowano statek pasażerski SS „Cap Arcona”.
- 1930 – W amerykańskim stanie Nowy Meksyk utworzono Park Narodowy Carlsbad Caverns.
- 1932 – W Londynie oddano do użytku Broadcasting House, główną siedzibę BBC.
- 1935 – Obywatele Filipin przyjęli w referendum nową konstytucję.
- 1936 – Premiera amerykańskiego musicalu filmowego Statek komediantów w reżyserii Jamesa Whale’a.
- 1938:
  - Chile wystąpiło z Ligi Narodów.
  - Przed rozgrywanym w Berlinie towarzyskim meczem z Niemcami, piłkarze reprezentacji Anglii unieśli ręce w hitlerowskim pozdrowieniu w kierunku loży honorowej, gdzie zasiadali m.in. Rudolf Heß, Joseph Goebbels i Joachim von Ribbentrop. Mecz zakończył się wynikiem 3:6.
- 1939 – Peruwianka Lina Medina w wieku 5 lat, 7 miesięcy i 21 dni została najmłodszą matką w historii medycyny.
- 1940 – II wojna światowa:
  - Po zbombardowaniu Rotterdamu przez Luftwaffe skapitulowała Holandia.
  - W Norwegii został zatopiony przez niemieckie lotnictwo statek pasażerski „Chrobry”.
  - Zakończyła się holendersko-niemiecka bitwa o Afsluitdijk.
- 1943:
  - Japoński okręt podwodny zatopił australijski statek szpitalny AHS „Centaur”, w wyniku czego zginęło 268 spośród 332 osób na pokładzie.
  - W Sielcach nad Oką sformowano 1. Dywizję Piechoty im. Tadeusza Kościuszki.
- 1945:
  - Płynący do Japonii z ładunkiem 560 kg tlenku uranu niemieckie okręty podwodne U-234 poddał się na Atlantyku Amerykanom.
  - W wyniku amerykańskiego nalotu bombowego spłonął zamek w japońskiej Nagoi.
- 1948 – Proklamacja niepodległości Izraela.
- 1950 – Partia Demokratyczna Adnana Menderesa wygrała pierwsze w historii Turcji wolne wybory do Wielkiego Zgromadzenia Narodowego.
- 1954 – Podpisano Konwencję haską dotyczącą postępowania wobec dóbr kultury w czasie konfliktu zbrojnego.
- 1955 – Amerykanie przeprowadzili na Pacyfiku operację „Wigwam”, która miała na celu sprawdzenie podatności okrętów podwodnych na atak nuklearny.
- 1962 – Odbył się ślub księcia Jana Karola z księżniczką grecką i duńską Zofią, późniejszej hiszpańskiej pary królewskiej.
- 1963:
  - Członkowie zespołu The Rolling Stones podpisali swój pierwszy kontrakt z wytwórnią płytową Decca Records.
  - Kuwejt wstąpił do ONZ.
- 1964 – Prezydent Egiptu Gamal Abdel Naser i przywódca ZSRR Nikita Chruszczow zdetonowali wspólnie ładunek dynamitu, wysadzając zaporę z piasku i kamieni i przekierowując wody Nilu do zbiornika za Wysoką Tamą w Asuanie, która została wybudowana przy radzieckiej pomocy.
- 1966 – Założono chilijski klub piłkarski Deportes Antofagasta.
- 1968 – Maj 1968: robotnicy zakładów Sud Aviation w Bouguenais koło Nantes przyłączyli się jako pierwsi do trwających od 2 maja protestów studenckich we Francji.
- 1970:
  - Aresztowany za podpalenie domu handlowego we Frankfurcie nad Menem Andreas Baader został odbity podczas przepustki pod strażą w Berlinie Zachodnim przez oddział pod dowództwem znanej dziennikarki Ulrike Meinhof. Wydarzenie to formalnie uważane jest za początek działalności Frakcji Czerwonej Armii, znanej też jako Grupa Baader-Meinhof.
  - W wyniku trzęsienia ziemi w stolicy Dagestanu Machaczkale zginęło 31 osób.
- 1972 – Przed Teatrem Miejskim w Kownie 19-letni Romas Kalanta dokonał samospalenia w proteście przeciwko radzieckiej okupacji Litwy.
- 1973:
  - 5-letni mieszkaniec Berlina Zachodniego Siegfried Kroboth wpadł podczas zabawy do Szprewy i utonął mimo możliwości udzielenia mu pomocy przez wschodnioniemieckich strażników granicznych, z powodu czego zaliczony jest do ofiar śmiertelnych muru berlińskiego.
  - Wyniesiono na orbitę okołoziemską pierwszą amerykańską załogową stację kosmiczną Skylab.
- 1978 – W Mendozie otwarto Stadion Malvinas Argentinas.
- 1979 – Terroryści z OWP zdetonowali bombę ukrytą w koszu na śmieci w izraelskiej Tyberiadzie. Zginęły 2 osoby, a 32 zostały ranne.
- 1981:
  - Rozpoczęła się misja Sojuz 40 z pierwszym rumuńskim kosmonautą Dumitru Prunariu na pokładzie.
  - Szwecja jako pierwszy kraj na świecie oficjalnie uznała lokalny język migowy za pełnoprawny język w kraju.
- 1983 – Erupcja wulkanu Etna na Sycylii.
- 1985 – W ataku Tamilskich Tygrysów na święte miejsce buddystów w Anuradhapura na Sri Lance zginęło 146 Syngalezów.
- 1987:
  - Płk Sitiveni Rabuka dokonał bezkrwawego zamachu stanu na Fidżi, odsuwając od władzy premiera Timociego Bavadrę.
  - W Monako rozpoczęły się II Igrzyska Małych Państw Europy.
- 1992 – Janez Drnovšek został premierem Słowenii.
- 1993 – Estonia, Litwa i Słowenia zostały przyjęte do Rady Europy.
- 1994 – Bakili Muluzi wygrał pierwsze demokratyczne wybory prezydenckie w Malawi.
- 1995:
  - XIV Dalajlama Tenzin Gjaco uznał 6-letniego Gendun Czokji Nimę za jedenaste wcielenie Panczenlamy.
  - Na Białorusi odbyła się pierwsza tura wyborów parlamentarnych oraz referendum, w wyniku którego m.in. biało-czerwono-biała flaga narodowa została zastąpiona sztandarem nawiązującym do czasów Białoruskiej SRR.
  - Urzędujący prezydent Argentyny Carlos Saúl Menem został wybrany na II kadencję.
- 1999 – Malam Bacai Sanhá został prezydentem Gwinei Bissau.
- 2002 – Urzędujący prezydent Sierra Leone Ahmad Tejan Kabbah został wybrany na drugą kadencję.
- 2004 – Duński następca tronu książę Fryderyk poślubił Australijkę Mary Elizabeth Donaldson.
- 2005:
  - Demokratyczna Partia Postępowa wygrała wybory do konstytuanty na Tajwanie.
  - Francuski pilot Didier Delsalle na śmigłowcu Eurocopter AS350 Écureuil po raz pierwszy wylądował na szczycie Mount Everestu.
- 2006 – René Préval został po raz drugi prezydentem Haiti.
- 2009 – Europejska Agencja Kosmiczna wystrzeliła z kosmodromu w Gujanie Francuskiej Kosmiczne Obserwatorium Herschela i satelitę Planck.
- 2010:
  - Otwarto Aviva Stadium w Dublinie.
  - Rozpoczęła się misja STS-132 wahadłowca Atlantis.
- 2011 – Michel Martelly został prezydentem Haiti.
- 2012 – W katastrofie lotu Agni Air CHT w nepalskim mieście Jomsom zginęło 15 spośród 21 osób na pokładzie.
- 2017 – Emmanuel Macron został zaprzysiężony na urząd prezydenta Francji.
- 2021 – Kim Boo-kyum został premierem Korei Południowej.
- 2022:
  - 18-letni zwolennik białej supremacji Payton Gendron otworzył ogień do czarnoskórych osób przebywających w supermarkecie Tops Friendly Markets w Buffalo w stanie Nowy Jork, zabijając 10 i raniąc 3 z nich, po czym oddał się w ręce policji.
  - Muhammad ibn Zajid Al Nahajjan został prezydentem ZEA.
  - W Turynie odbył się 66. Konkurs Piosenki Eurowizji.

## Urodzili się
- 1316 – Karol IV Luksemburski, cesarz rzymsko-niemiecki, król Czech (zm. 1378)
- 1481 – Ruppert Wittelsbach, książę Palatynatu, biskup Fryzyngi (zm. 1504)
- 1540:
  - Paolo Paruta, włoski historyk, polityk, dyplomata (zm. 1598)
  - Bartłomiej Scultetus, niemiecki kartograf, matematyk, astronom, polityk, burmistrz Görlitz (zm. 1614)
- 1553 – Małgorzata Walezjuszka, królowa Francji (zm. 1615)
- 1574 – Francesco Rasi, włoski kompozytor, śpiewak, poeta (zm. 1621)
- 1581 – Łukasz Opaliński starszy, polski szlachcic, polityk, marszałek wielki koronny, marszałek nadworny koronny, wojewoda rawski (zm. 1654)
- 1632 – (lub 15 maja) Adolf Wilhelm, książę Saksonii-Eisenach (zm. 1668)
- 1648 – René de Froulay de Tessé, francuski dowódca wojskowy, dyplomata (zm. 1725)
- 1652 – Johann Philipp Förtsch, niemiecki kompozytor (zm. 1732)
- 1659 – Stanisław Bonifacy Wierzbowski, polski szlachcic, duchowny katolicki (zm. 1728)
- 1666:
  - Kazimierz Aleksander Pociej, polski szlachcic, polityk (zm. 1728)
  - Wiktor Amadeusz II, książę Sabaudii, król Sycylii i Sardynii (zm. 1732)
- 1670 – Per Ribbing, szwedzki polityk (zm. 1719)
- 1679 – Peder Horrebow, duński astronom (zm. 1764)
- 1699 – Hans Joachim von Zieten, pruski generał kawalerii (zm. 1786)
- 1710 – Adolf Fryderyk, król Szwecji (zm. 1771)
- 1725 – Ludovico Manin, doża Wenecji (zm. 1802)
- 1727 – (data chrztu) Thomas Gainsborough, brytyjski malarz (zm. 1788)
- 1732 – Samuel Livermore, amerykański polityk, senator (zm. 1803)
- 1737 – George Macartney, brytyjski arystokrata, dyplomata, polityk (zm. 1806)
- 1739 – Paine Wingate, amerykański polityk, senator (zm. 1838)
- 1749 – Florian Korsak, ukraiński duchowny greckokatolicki, archimandryta żydyczyński, unicki biskup pomocniczy łucki (zm. 1811)
- 1752 – Albrecht Thaer, niemiecki agronom (zm. 1828)
- 1754 – António de Araújo de Azevedo, portugalski dyplomata (zm. 1817)
- 1759 – Alojzy I, książę Liechtensteinu (zm. 1805)
- 1761 – Samuel Dexter, amerykański polityk, senator (zm. 1816)
- 1771 – Robert Owen, walijski polityk (zm. 1858)
- 1778 – Honoriusz V Grimaldi, książę Monako (zm. 1841)
- 1780 – Jules Armand de Polignac, francuski polityk, premier Królestwa Francji (zm. 1847)
- 1781 – Friedrich von Raumer, niemiecki prawnik, historyk, publicysta, polityk (zm. 1873)
- 1799 – Karol Tangermann, polski urzędnik pochodzenia niemieckiego, pierwszy prezydent Łodzi (zm. 1844)
- 1800:
  - Hermann Fulda, niemiecki pastor, teolog luterański (zm. 1883)
  - Charles Rappo, austriacki artysta cyrkowy, żongler i akrobata (zm. 1854)
- 1802 – Jules Sichel, francuski okulista, entomolog (zm. 1868)
- 1803 – Salomon Munk, francuski językoznawca, orientalista pochodzenia żydowskiego (zm. 1867)
- 1805 – Johann Peter Emilius Hartmann, duński kompozytor (zm. 1900)
- 1806 – Edward Jan Römer, polski malarz, pisarz, tłumacz (zm. 1878)
- 1810 – Francisco de Paula Benavides y Navarrete, hiszpański duchowny katolicki, arcybiskup Saragossy, kardynał (zm. 1895)
- 1812 – Emilie Mayer, niemiecka kompozytorka (zm. 1883)
- 1814:
  - Szymon Berneux, francuski misjonarz, biskup, męczennik, święty (zm. 1866)
  - Henry W. Ellsworth, amerykański poeta (zm. 1864)
- 1815 – Aleksandr Bariatinski, rosyjski książę, feldmarszałek (zm. 1879)
- 1817 – Alexander Kaufmann, niemiecki poeta, folklorysta (zm. 1893)
- 1821:
  - Ferdynand Maria Baccilieri, włoski duchowny katolicki, błogosławiony (zm. 1893)
  - Fryderyk Ferdynand Habsburg, arcyksiążę austriacki, admirał (zm. 1847)
- 1825 – Józef Wolny, polski polityk, malarz portrecista (zm. 1903)
- 1830 – Antonio Annetto Caruana, maltański archeolog, pisarz (zm. 1905)
- 1832 – Rudolf Lipschitz, niemiecki matematyk, wykładowca akademicki (zm. 1903)
- 1833 – James Donald Cameron, amerykański polityk, senator (zm. 1918)
- 1834 – Stanisław Antoni Zamoyski, polski arystokrata, działacz społeczny i polityczny, zesłaniec (zm. 1881)
- 1838 – Stanisław Chomętowski, polski psychiatra, neurolog (zm. 1881)
- 1842 – Alfons Czibulka, austro-węgierski kompozytor, pianista, dyrygent, kapelmistrz (zm. 1894)
- 1848 – Albert Robida, francuski rysownik, pionier sztuki science fiction (zm. 1926)
- 1852:
  - Zofia Chlebowska, polska nauczycielka, działaczka oświatowa (zm. 1932)
  - Émile Fayolle, francuski dowódca wojskowy, marszałek Francji (zm. 1928)
  - Edmund Jelinek, austriacki chirurg (zm. 1928)
  - Alton B. Parker, amerykański prawnik, sędzia, polityk (zm. 1926)
  - Jan Żarnowski, polski działacz państwowy, prezes NIK (zm. 1926)
- 1853 – Georg Richter, niemiecki prawnik, polityk, samorządowiec (zm. 1925)
- 1854 – Maria Mecklenburg-Schwerin, wielka księżna Rosji (zm. 1920)
- 1857 – Jan Rajewski, polski matematyk, wykładowca akademicki (zm. 1906)
- 1858 – Anthon van Rappard, holenderski malarz, rysownik (zm. 1892)
- 1859 – Leonid-Otto Sirelius, rosyjski generał pochodzenia fińskiego (zm. ?)
- 1860:
  - Bruno Liljefors, szwedzki malarz (zm. 1939)
  - Jan Łoś, polski językoznawca, slawista, wykładowca akademicki (zm. 1928)
  - Maria Zamoyska, polska działaczka społeczna, pedagog (zm. 1937)
- 1863:
  - John Charles Fields, kanadyjski matematyk, wykładowca akademicki (zm. 1932)
  - Vilém Mrštík, czeski pisarz, krytyk literacki (zm. 1912)
- 1867:
  - Kurt Eisner, niemiecki polityk (zm. 1919)
  - Adam Stefan Sapieha, polski duchowny katolicki, biskup i arcybiskup krakowski, kardynał, polityk, senator RP (zm. 1951)
- 1869:
  - Pierre Jouguet, francuski egiptolog, filolog klasyczny (zm. 1949)
  - Arthur Henry Rostron, brytyjski kapitan żeglugi (zm. 1940)
  - William Hale Thompson, amerykański polityk (zm. 1944)
- 1870:
  - Paul Baras, francuski kierowca wyścigowy (zm. 1941)
  - Fiodor Bekowicz-Czerkasski, rosyjski generał, emigracyjny północnokaukaski działacz narodowy i kombatancki (zm. 1953)
  - Paul Hermann Ehrlich, niemiecki architekt (zm. 1943)
- 1871 – Wasyl Stefanyk, ukraiński poeta, polityk (zm. 1936)
- 1872:
  - Michaił Cwiet, rosyjski botanik, fizjolog, biochemik (zm. 1919)
  - Elia Dalla Costa, włoski duchowny katolicki, arcybiskup Florencji, kardynał (zm. 1961)
  - Zofia Kirkor-Kiedroniowa, polska działaczka społeczna (zm. 1952)
  - Marcel Renault, francuski przemysłowiec, kierowca wyścigowy (zm. 1903)
- 1875 – Bronisław Janowski, polski agronom, botanik (zm. 1960)
- 1876 – Zofia Wójcicka-Chylewska, polska pisarka, dramaturg, tłumaczka (zm. 1963)
- 1879 – Frederick Engelhardt, amerykański lekkoatleta, trójskoczek (zm. 1942)
- 1880:
  - Bertie Forbes, amerykański dziennikarz finansowy pochodzenia szkockiego (zm. 1954)
  - Wilhelm List, niemiecki feldmarszałek (zm. 1971)
  - Ian Macpherson, brytyjski polityk (zm. 1937)
- 1884:
  - Pawieł Błonski, rosyjski pedagog, psycholog (zm. 1941)
  - Claudius Dornier, niemiecki konstruktor samolotów, pionier lotnictwa (zm. 1969)
- 1885:
  - Maria Kresencja Bojanc, słoweńska zakonnica, męczennica, błogosławiona (zm. 1941)
  - Edward P. Carville, amerykański polityk, senator (zm. 1956)
  - Otto Klemperer, niemiecki dyrygent (zm. 1973)
- 1886:
  - Baruch Szulman, polski działacz robotniczy, zamachowiec pochodzenia żydowskiego (zm. 1906)
  - Abraham Icek Tuschinski, polski właściciel kin i teatru pochodzenia żydowskiego (zm. 1942)
- 1888 – Thomas J. Sullivan, amerykański działacz religijny, członek Ciała Kierowniczego Świadków Jehowy (zm. 1974)
- 1889 – Denny Hickey, amerykański kierowca wyścigowy (zm. 1965)
- 1890 – Jan Wypler, polski poliglota, tłumacz (zm. 1965)
- 1892:
  - Arthur Lourié, rosyjski kompozytor (zm. 1966)
  - Kaarlo Mäkinen, fiński zapaśnik (zm. 1980)
- 1893:
  - Ragnar Malm, szwedzki kolarz torowy i szosowy (zm. 1959)
  - Wiktor Oleszczuk, polski oficer, kawaler Orderu Virtuti Militari (zm. ?)
- 1895:
  - Elemér Hirsch, rumuński piłkarz, trener i sędzia piłkarski pochodzenia żydowskiego (zm. 1953)
  - Albert White, amerykański skoczek do wody (zm. 1982)
- 1897:
  - Roberto Bartini, włosko-radziecki konstruktor lotniczy (zm. 1974)
  - Sidney Bechet, amerykański saksofonista i klarnecista jazzowy, kompozytor (zm. 1959)
- 1898:
  - Josef Adolf, czechosłowacki kombinator norweski (zm. 1951)
  - Zutty Singleton, amerykański perkusista jazzowy (zm. 1975)
- 1899:
  - Pierre Victor Auger, francuski fizyk (zm. 1993)
  - Pierre Petiteau, francuski rugbysta (zm. 1974)
- 1900:
  - Alfred Lampe, polski działacz komunistyczny i robotniczy, publicysta pochodzenia żydowskiego (zm. 1943)
  - Jadwiga Packiewicz, polska poetka, tłumaczka (zm. 1971)
  - Helena Syrkusowa, polska architekt (zm. 1982)
- 1901 – Robert Ritter, niemiecki psychiatra, zbrodniarz nazistowski (zm. 1951)
- 1902:
  - Lūcija Garūta, łotewska pianistka, kompozytorka, poetka (zm. 1977)
  - Konstantin Umanski, radziecki dyplomata (zm. 1945)
- 1903:
  - Billie Dove, amerykańska aktorka, modelka (zm. 1997)
  - Feliks Lorek, polski polityk, poseł na Sejm PRL (zm. 1987)
- 1905:
  - Jean Daniélou, francuski teolog, kardynał (zm. 1974)
  - Ary Sternfeld, rosyjski teoretyk kosmonautyki pochodzenia polskiego (zm. 1980)
  - Nikołaj Tichonow, radziecki polityk, premier ZSRR (zm. 1997)
- 1906:
  - Gábor Péter, węgierski działacz komunistyczny pochodzenia żydowskiego (zm. 1993)
  - Hans-Joachim Scherer, niemiecki neuropatolog (zm. 1945)
  - Jan Wicik, polski konstruktor lotniczy, powstaniec śląski (zm. 1995)
- 1907:
  - Bo Gu, chiński polityk komunistyczny (zm. 1946)
  - Hans von der Groeben, niemiecki dziennikarz, dyplomata, polityk (zm. 2005)
  - Erik Jansson, szwedzki kolarz szosowy (zm. 1993)
  - Muhammad Ayub Khan, pakistański wojskowy, polityk, premier i prezydent Pakistanu (zm. 1974)
  - Johnny Moss, amerykański zawodowy pokerzysta (zm. 1995)
  - Jelena Ponsowa, rosyjska aktorka, pedagog (zm. 1966)
  - Karl Schulze, niemiecki bokser (zm. 1935)
  - Vicente Enrique y Tarancón, hiszpański duchowny katolicki, arcybiskup Oviedo, Toledo i Madrytu, prymas Hiszpanii, kardynał (zm. 1994)
- 1908 – Halina Sembrat, polska pianistka, kompozytorka (zm. 1974)
- 1909:
  - Władimir Ałatorcew, rosyjski szachista, sędzia szachowy (zm. 1987)
  - Godfrey Rampling, brytyjski lekkoatleta, sprinter (zm. 2009)
- 1910:
  - Iuliu Barátky, rumuński piłkarz, trener pochodzenia węgierskiego (zm. 1962)
  - Stanisław Maciaszczyk, polski inżynier elektryk (zm. 1977)
  - Opilio Rossi, włoski duchowny katolicki, kardynał (zm. 2004)
- 1911:
  - Mario Bianchini, włoski bokser (zm. 1957)
  - Matti Lähde, fiński biegacz narciarski (zm. 1978)
  - Leen Vente, holenderski piłkarz (zm. 1989)
  - Ne Win, birmański generał, polityk, dyktator (zm. 2002)
- 1912:
  - Zbigniew Blichewicz, polski aktor (zm. 1959)
  - Giorgio Graffer, włoski pilot wojskowy, as myśliwski (zm. 1940)
  - Géza Hegedüs, węgierski pisarz, dziennikarz (zm. 1999)
- 1913 – Konstandinos Doksiadis, grecki architekt, urbanista (zm. 1975)
- 1914 – Teodor Ojzerman, rosyjski historyk filozofii pochodzenia żydowskiego (zm. 2017)
- 1915:
  - Dmitrij Olejniczenko, radziecki pułkownik pilot (zm. 1951)
  - Nikollë Troshani, albański duchowny katolicki, biskup, administrator apostolski diecezji Durrës-Tirana (zm. 1994)
- 1916 – Lance Dossor, australijski pianista (zm. 2005)
- 1917 – Norman Luboff, amerykański kompozytor, dyrektor chóru, aranżer, wydawca muzyczny (zm. 1987)
- 1918:
  - Bolesław Gendera, polski piłkarz, trener (zm. 1997)
  - Aleksander Markiewicz, polsko-amerykański architekt (zm. 2012)
  - Marie Smith, amerykańska językoznawczyni, ostatnia osoba posługująca się językiem eyak (zm. 2008)
- 1920:
  - Henryk Białczyński, polski statystyk, urzędnik państwowy i samorządowy, przewodniczący MRN Płocka (zm. 2018)
  - Bolesław Garboś, polski prawnik, poeta (zm. 1999)
  - Sława Stećko, ukraińska działaczka nacjonalistyczna (zm. 2003)
- 1921:
  - Ely do Amparo, brazylijski piłkarz (zm. 1991)
  - Stanisław Jasiukiewicz, polski aktor (zm. 1973)
- 1922:
  - Sinan Hasani, kosowski, serbski i jugosłowiański polityk, prezydent Jugosławii (zm. 2010)
  - Franjo Tuđman, chorwacki generał, polityk, prezydent Chorwacji (zm. 1999)
- 1923:
  - Maksymilian Berezowski, polski major, dziennikarz, publicysta, felietonista (zm. 2001)
  - Mrinal Sen, indyjski reżyser, scenarzysta i producent filmowy, polityk (zm. 2018)
- 1924:
  - Joly Braga Santos, portugalski kompozytor, dyrygent (zm. 1988)
  - Władimir Kuzniecow, rosyjski scenarzysta filmowy (zm. 2005)
  - Artur Pietrowski, rosyjski psycholog, wykładowca akademicki (zm. 2006)
- 1925:
  - Ignacy Bieniek, polski malarz, rysownik, projektant sztuki użytkowej (zm. 1993)
  - Juwal Ne’eman, izraelski polityk, fizyk (zm. 2006)
  - José Mauro Ramalho de Alarcón Santiago, brazylijski duchowny katolicki, biskup Iguatú (zm. 2019)
  - Ninian Sanderson, brytyjski kierowca wyścigowy (zm. 1985)
- 1926:
  - Tadeusz Chrzanowski, polski historyk sztuki, literat, publicysta, fotograf, tłumacz (zm. 2006)
  - Brian Manning, brytyjski astronom amator (zm. 2011)
  - Eric Morecambe, brytyjski komik (zm. 1984)
- 1927:
  - Herbert W. Franke, austriacki pisarz (zm. 2022)
  - Wacław Świerzawski, polski duchowny katolicki, biskup sandomierski (zm. 2017)
- 1928:
  - Władysław Hasior, polski rzeźbiarz (zm. 1999)
  - Henry McGee, brytyjski aktor (zm. 2006)
  - Sofja Prokofjewa, rosyjska autorka książek dla dzieci, scenarzystka filmowa (zm. 2025)
  - Jack Ralite, francuski polityk, deputowany, minister, senator (zm. 2017)
  - Algirdas Šocikas, litewski bokser (zm. 2012)
- 1929:
  - Johannes Kapp, niemiecki duchowny katolicki, biskup pomocniczy Fuldy (zm. 2018)
  - Wacław Niepokólczycki, polski tłumacz (zm. 2001)
- 1930:
  - Barbara Horawianka, polska aktorka (zm. 2024)
  - Miguel Ondetti, argentyńsko-amerykański biochemik (zm. 2004)
  - Władysław Słowiński, polski kompozytor, dyrygent, animator życia muzycznego (zm. 2024)
- 1931:
  - Zoltán Huszárik, węgierski reżyser i scenarzysta filmowy (zm. 1981)
  - Danuta Muszyńska-Zamorska, polska malarka, witrażystka, gobeliniarka (zm. 2022)
  - Anna Pławska, polska lekarka, polityk, poseł na Sejm PRL (zm. 2023)
  - Teresa Siemieniewska, polska chemik, wykładowczyni akademicka (zm. 2021)
- 1932:
  - Richard Estes, amerykański malarz
  - Ewa Rzetelska-Feleszko, polska slawistka, polonistka, wykładowczyni akademicka (zm. 2009)
- 1933:
  - Laszlo Kovacs, węgierski operator filmowy (zm. 2007)
  - Anatolij Małafiejeu, białoruski polityk (zm. 2022)
- 1934:
  - Eric Caldow, szkocki piłkarz (zm. 2019)
  - Aurelio Milani, włoski piłkarz (zm. 2014)
  - Jerzy Wawrzyniak, polski działacz sportowy, prezes Polskiego Związku Jeździeckiego (zm. 2016)
- 1935:
  - Mel Charles, walijski piłkarz (zm. 2016)
  - Iwan Dimitrow, bułgarski piłkarz (zm. 2019)
  - Marceli Truchan, polski piłkarz ręczny, działacz sportowy (zm. 2013)
  - Irina Turowa, rosyjska lekkoatletka, sprinterka (zm. 2012)
- 1936:
  - Bobby Darin, amerykański piosenkarz (zm. 1973)
  - Richard John Neuhaus, amerykański kapłan, pisarz, publicysta, działacz społeczny (zm. 2009)
- 1937:
  - Aulis Aarnio, fiński prawnik (zm. 2023)
  - Vic Flick, brytyjski gitarzysta, muzyk sesyjny, kompozytor (zm. 2024)
- 1938:
  - (lub 14 kwietnia) Elżbieta Czyżewska, polska aktorka (zm. 2010)
  - Ireneusz Michaś, polski lekarz weterynarii, polityk, senator RP (zm. 2023)
  - Clive Rowlands, walijski rugbysta, trener (zm. 2023)
- 1939:
  - Sawa (Andrić), serbski biskup prawosławny (zm. 1993)
  - Rolf Gindorf, niemiecki seksuolog (zm. 2016)
  - Stanisław Kielan, polski inżynier rolnik, polityk, poseł na Sejm PRL
  - Veruschka von Lehndorff, niemiecka aktorka, modelka, fotomodelka, malarka, fotografka
- 1940:
  - Chay Blyth, szkocki żeglarz sportowy
  - Leif Eriksen, norweski piłkarz (zm. 2024)
  - Marta Lipińska, polska aktorka
  - Victor Miller, amerykański scenarzysta filmowy i telewizyjny
  - William Francis Murphy, amerykański duchowny katolicki, biskup Rockville Centre
  - Andrzej Wiernik, polski lektor radiowy i telewizyjny (zm. 1999)
  - Tadeusz Zaremba, polski malarz, konserwator zabytków, myzealnik (zm. 2013)
- 1941:
  - Habib Galhia, tunezyjski bokser (zm. 2011)
  - Jesús Gómez, meksykański jeździec sportowy (zm. 2017)
  - Ivar Nordkild, norweski biathlonista
- 1942:
  - Walerij Brumel, rosyjski lekkoatleta, skoczek wzwyż (zm. 2003)
  - Byron Dorgan, amerykański polityk, senator
  - Eugeniusz Get-Stankiewicz, polski rzeźbiarz, grafik (zm. 2011)
  - Prentis Hancock, brytyjski aktor
  - Jacques Henry, francuski kierowca wyścigowy i rajdowy (zm. 2016)
  - Roberto Kozak, argentyński dyplomata pochodzenia ukraińskiego (zm. 2015)
  - Tony Pérez, kubański baseballista
- 1943:
  - Birodar Abduraimov, uzbecki piłkarz, trener
  - Andrzej Bogusz, polski aktor, reżyser dubbingu
  - Alicja Bracławska-Rewera, polska polityk, poseł na Sejm PRL
  - Jack Bruce, brytyjski wokalista, kompozytor, basista, członek zespołu Cream (zm. 2014)
  - Jean-Paul Gobel, francuski duchowny katolicki, arcybiskup, nuncjusz apostolski
  - Ólafur Ragnar Grímsson, islandzki polityk, prezydent Islandii
  - Bosco Lin Chi-nan, tajwański duchowny katolicki, biskup Tainanu
  - Alan Mollohan, amerykański polityk
  - Stephen Reichert, amerykański duchowny katolicki, biskup Mendi i arcybiskup Madang w Papui-Nowej Gwinei
- 1944:
  - Francesca Annis, brytyjska aktorka
  - Lew Dodin, rosyjski reżyser teatralny
  - George Lucas, amerykański reżyser, producent i scenarzysta filmowy
  - Witold Szewczyk, polski siatkarz (zm. 2025)
- 1945:
  - Władisław Ardzinba, abchaski polityk, prezydent Abchazji (zm. 2010)
  - Wolfram Löwe, niemiecki piłkarz
  - Witold Urbanowicz, polski pallotyn, malarz, grafik, rzeźbiarz, fotograf
  - Jochanan Wallach, izraelski piłkarz
  - Grigorij Żyslin, rosyjski skrzypek, altowiolista, pedagog (zm. 2017)
- 1946:
  - Elmar Brok, niemiecki dziennikarz, polityk, eurodeputowany
  - Richard Bilan, francuski artysta pochodzenia polskiego
  - Stephen Rerych, amerykański pływak
  - Wanda Wiecha-Wanot, polska siatkarka
  - Joseph Zito, amerykański reżyser, scenarzysta i producent filmowy
- 1947:
  - Małgorzata Gąsiorowska, polska krytyk i teoretyk muzyki
  - José Gonzalo Rodríguez Gacha, kolumbijski baron narkotykowy (zm. 1989)
  - Lauri Ihalainen, fiński związkowiec, polityk
  - Ana Martín, meksykańska aktorka
  - Leszek Piskorz, polski aktor
  - Grzegorz Rudkiewicz, polski żeglarz, działacz i zawodnik kręglarstwa klasycznego (zm. 2017)
  - Alojz Rakús, słowacki psychiatra, wykładowca akademicki, polityk, minister zdrowia (zm. 2023)
  - Alfred Rzegocki, polski menadżer sportowy, samorządowiec, prezydent Stalowej Woli (zm. 2020)
  - Karin Struck, niemiecka pisarka (zm. 2006)
- 1948:
  - Raynald Denoueix, francuski piłkarz, trener
  - Georg Nückles, niemiecki lekkoatleta, sprinter
  - Bob Woolmer, brytyjski krykiecista, trener (zm. 2007)
- 1949:
  - Jim Folsom, amerykański polityk
  - Jean Glavany, francuski polityk
  - Andrzej Matysik, polski inżynier górnik, dziennikarz
  - Giovanni Santucci, włoski duchowny katolicki, biskup Massa Carrara-Pontremoli
  - Klaus-Peter Thaler, niemiecki kolarz przełajowy i szosowy
- 1950:
  - Veljko Barbieri, chorwacki prozaik, eseista, dziennikarz
  - Georges Berthu, francuski urzędnik państwowy, polityk, eurodeputowany
  - Mark Blum, amerykański aktor (zm. 2020)
  - Zbigniew Joachimiak, polski poeta, tłumacz, wydawca, antykwariusz
  - Michał Kochańczyk, polski wspinacz, polarnik, żeglarz, publicysta, fotograf, filmowiec
  - Lech Kubiak, polski dyplomata (zm. 2019)
  - Jackie Speier, amerykańska polityk, kongreswoman
  - Jill Stein, amerykańska lekarka, polityk
- 1951:
  - Jay Beckenstein, amerykański saksofonista jazzowy
  - Roman Nikolski, polski reżyser filmowy
  - Andrzej Person, polski dziennikarz sportowy, polityk, senator RP
  - Leszek Skorupa, polski sztangista
- 1952:
  - David Byrne, amerykański gitarzysta, wokalista, członek zespołu Talking Heads
  - Jan Chaładaj, polski polityk, poseł na Sejm RP, wiceminister
  - Stanisław Grzywaczewski, polski piłkarz (zm. 2018)
  - Jarosław Szczepański, polski dziennikarz, działacz opozycji antykomunistycznej, związkowiec (zm. 2024)
  - Robert Zemeckis, amerykański reżyser filmowy, pisarz
- 1953:
  - Esko Lähtevänoja, fiński biegacz narciarski
  - Wim Mertens, belgijski kompozytor, pianista, gitarzysta, wokalista, muzykolog
  - Eddie Newman, brytyjski samorządowiec, związkowiec, polityk, eurodeputowany
  - Marek Rocki, polski ekonometryk, polityk, senator RP
  - Doug Rollerson, nowozelandzki rugbysta (zm. 2017)
  - Norodom Sihamoni, król Kambodży
  - Waldemar Szarek, polski operator i reżyser filmowy
- 1954:
  - Chajjim Bar, izraelski piłkarz
  - Magdalena Cwenówna, polska aktorka (zm. 2024)
  - Karl-Markus Gauß, austriacki pisarz, eseista, wydawca
  - Jerzy Kawalec, polski basista, członek zespołu Krzak (zm. 2003)
  - Peter Ratcliffe, brytyjski lekarz, biolog molekularny, laureat Nagrody Nobla
- 1955:
  - Big Van Vader, amerykański wrestler (zm. 2018)
  - Kenth Eldebrink, szwedzki lekkoatleta, oszczepnik
  - Dennis Martínez, nikaraguański baseballista
  - Wilhelm Molterer, austriacki polityk
  - Piotr Oleś, polski psycholog osobowości
  - Jarosław Pietras, polski polityk, dyplomata
  - Jan Sørensen, duński piłkarz, trener (zm. 2024)
- 1956:
  - Hazel Blears, brytyjska polityk
  - Steve Hogarth, brytyjski muzyk, wokalista, członek zespołu Marillion
  - Piotr Ikonowicz, polski dziennikarz, działacz społeczny, polityk, poseł na Sejm RP
  - Erling Jepsen, duński prozaik, dramaturg
  - Refik Memišević, jugosłowiański zapaśnik, działacz sportowy (zm. 2004)
- 1957:
  - Daniela Dessì, włoska śpiewaczka operowa (sopran) (zm. 2016)
  - Jukka Ikäläinen, fiński piłkarz, trener
  - Marino Lejarreta, hiszpański kolarz szosowy
- 1958:
  - Sarah Chen, chińska piosenkarka
  - Andrzej Grubba, polski tenisista stołowy (zm. 2005)
  - Anna Höglund, szwedzka ilustratorka, autorka książek
- 1959:
  - Laurent Bénégui, francuski reżyser, scenarzysta i producent filmowy
  - Sandro Bondi, włoski polityk
  - Patrick Bruel, francuski piosenkarz, kompozytor, aktor, pokerzysta pochodzenia żydowskiego
  - Marcel Coraș, rumuński piłkarz
  - Robert Greene, amerykański psycholog pochodzenia żydowskiego
  - Stefano Malinverni, włoski lekkoatleta, sprinter (zm. 2024)
  - Petro Midianka, ukraiński poeta
  - Frédérique Ries, belgijska dziennikarka, polityk, eurodeputowana
- 1960:
  - Anne Clark, brytyjska piosenkarka, autorka piosenek, poetka
  - Marek Lasota, polski publicysta, polityk, poseł na Sejm RP
  - Dmitrij Ogaj, kazachski piłkarz, trener pochodzenia koreańskiego
  - Simonetta Sommaruga, szwajcarska polityk, prezydent Szwajcarii
  - György Udvardy, węgierski duchowny katolicki, biskup Peczu
  - Barbara Włodarczyk, polska dziennikarka
- 1961:
  - Tim Roth, brytyjski aktor, reżyser filmowy
  - Paweł Zuchniewicz, polski dziennikarz, pisarz
- 1962:
  - Ian Astbury, brytyjski wokalista, członek zespołu The Cult
  - Maciej Chmiel, polski dziennikarz
  - Renata Polverini, włoska polityk
  - Jerzy Sosnowski, polski nauczyciel, pisarz, dziennikarz, publicysta
  - Jan Urban, polski piłkarz, trener
  - Mimi Walters, amerykańska polityk, kongreswoman
- 1963:
  - Beáta Dubasová, słowacka piosenkarka
  - Roger Houngbédji, beniński duchowny katolicki, arcybiskup metropolita Kotonu
  - Heather Humphreys, irlandzka polityk
  - Ignace Murwanashyaka, rwandyjski bojownik, zbrodniarz przeciwko ludzkości (zm. 2019)
- 1964:
  - Hamid Berhili, marokański bokser
  - Walter Berry, amerykański koszykarz
  - Néstor Gorosito, argentyński piłkarz, trener
  - Marek Kinczyk, polski samorządowiec, prezydent Bytomia
  - Eric Peterson, amerykański muzyk, kompozytor, instrumentalista, członek zespołów Testament i Dragonlord
  - Rosen Plewneliew, bułgarski przedsiębiorca, polityk, prezydent Bułgarii
- 1965:
  - Eoin Colfer, irlandzki pisarz
  - Curt Harnett, kanadyjski kolarz torowy
  - Erik Paulsen, amerykański polityk, kongresmen
- 1966:
  - Mike Inez, amerykański basista, kompozytor pochodzenia filipińskiego, członek zespołu Alice in Chains
  - Pooh Richardson, amerykański koszykarz
- 1967:
  - Magomiedbiek Alijew, rosyjski judoka
  - Rafał Barycz, polski architekt
  - Natasha Kaiser-Brown, amerykańska lekkoatletka, sprinterka
  - Siarhiej Parsiukiewicz, białoruski przedsiębiorca
  - Witalij Portnikow, ukraiński dziennikarz, publicysta
  - Agata Stępień, polska szpadzistka
  - Jarosław Żaczek, polski polityk, poseł na Sejm RP
- 1968:
  - Piotr Gulczyński, polski specjalista ds. reklamy, aktor niezawodowy
  - Héctor Milián, kubański zapaśnik
  - Miroslav Singer, czeski ekonomista
- 1969:
  - Cate Blanchett, australijska aktorka, reżyserka teatralna
  - Juan Manuel Salmerón, hiszpański baseballista
  - Sabine Schmitz, niemiecka kierowczyni wyścigowa, osobowość telewizyjna (zm. 2021)
  - Wojciech Tkacz, polski hokeista, trener, działacz sportowy
  - Danny Wood, amerykański wokalista, autor tekstów, członek zespołu New Kids On The Block
- 1970:
  - Nicola Fairbrother, brytyjska judoczka
  - Morgan Johansson, szwedzki polityk
  - Muhamed Konjić, bośniacki piłkarz
  - Daniel Lewin, amerykański matematyk, przedsiębiorca (zm. 2001)
  - Carmen-Ileana Mihălcescu, rumuńska dziennikarka, prawniczka i polityczka
  - Takehiko Orimo, japoński koszykarz
  - Tibor Selymes, rumuński piłkarz, trener pochodzenia węgierskiego
- 1971:
  - Monika Ambroziak, polska aktorka, piosenkarka
  - Sofia Coppola, amerykańska aktorka, reżyserka i scenarzystka filmowa
  - Zbigniew Kaleta, polski aktor
  - Krzysztof Kwiatkowski, polski polityk, urzędnik, poseł na Sejm i senator RP, minister sprawiedliwości i prokurator generalny, prezes NIK
  - Martin Reim, estoński piłkarz, trener
  - Małgorzata Wyszyńska, polska dziennikarka i prezenterka telewizyjna
- 1972:
  - Alexandr Azarkevitch, polski tancerz, choreograf, menadżer kultury, pedagog pochodzenia białoruskiego
  - Gabriel Mann, amerykański aktor, model
  - Olga Nikołajewa, rosyjska siatkarka
  - Nicholas Ugoalah, kanadyjski zapaśnik pochodzenia nigeryjskiego
  - Kamil Zaradkiewicz, polski prawnik
- 1973:
  - Mike van de Goor, holenderski siatkarz
  - Jonny Kane, brytyjski kierowca wyścigowy
  - Nathalie Kosciusko-Morizet, francuska polityk
  - Evert Kreuze, holenderski strongman
  - Voshon Lenard, amerykański koszykarz
  - Dariusz Majchrzak, polski aktor
  - Pierfrancesco Majorino, włoski samorządowiec, polityk
  - Shanice, amerykańska piosenkarka
  - Indira Varma, brytyjska aktorka
- 1974:
  - Pierre-Yves André, francuski piłkarz
  - Marek Andruška, słowacki koszykarz
  - Piotr Majchrzak, polski kompozytor
  - Keram Malicki-Sánchez, kanadyjski aktor, piosenkarz, kompozytor, producent muzyczny pochodzenia polsko-ekwadorskiego
  - Matteo Tosatto, włoski kolarz szosowy
  - Jana Žitňanská, słowacka dziennikarka, polityk, eurodeputowana
- 1975:
  - Rashid Atkins, amerykański koszykarz
  - Chris Kramer, kanadyjski aktor
  - Bartosz Tarachulski, polski piłkarz, trener
  - Christopher Wreh, liberyjski piłkarz
  - Daniel Zaïdani, polityk z Majotty
- 1976:
  - Hunter Burgan, amerykański basista, członek zespołu AFI
  - Sebastian Karpiel-Bułecka, polski skrzypek, wokalista, członek zespołu Zakopower
  - Katarzyna Kasprowicz, polska judoczka
  - Zakari Lambo, nigerski piłkarz
  - Martine McCutcheon, brytyjska aktorka, piosenkarka
  - Maciej Migas, polski reżyser i scenarzysta filmowy
  - Radoskór, polski raper (zm. 2021)
  - Attila Tököli, węgierski piłkarz
- 1977:
  - Anca Barna, niemiecka tenisistka
  - Sebastian Grochowiak, polski wokalista, autor tekstów, członek zespołów: Profanum i Witchmaster
  - Roy Halladay, amerykański baseballista (zm. 2017)
  - Brian Priske, duński piłkarz
  - Gosia Stępień, polska piosenkarka, wokalistka jazzowa
- 1978:
  - Anhel Cape, lekkoatletka z Gwinei Bissau, biegaczka
  - Jean Dolabella, brazylijski perkusista, członek zespołu Sepultura
  - Lee McCulloch, szkocki piłkarz
  - Dejan Mihevc, słoweński trener koszykówki
- 1979:
  - Robert Arrhenius, szwedzki piłkarz ręczny
  - Dan Auerbach, amerykański multiinstrumentalista, wokalista, autor tekstów, członek zespołu The Black Keys
  - Mickaël Landreau, francuski piłkarz, bramkarz, trener
  - Edwige Lawson-Wade, francuska koszykarka pochodzenia benińskiego
  - Clinton Morrison, irlandzki piłkarz
  - Bleona Qereti, albańska piosenkarka, aktorka, modelka
  - Betsy Rue, amerykańska aktorka
  - Carlos Tenorio, ekwadorski piłkarz
- 1980:
  - Morten Ask, norweski hokeista
  - Justyna Białasek, polska piłkarka
  - Zdeněk Grygera, czeski piłkarz
  - Łukasz Horbatowski, polski ekonomista, polityk, poseł na Sejm RP
  - Daisuke Ichikawa, japoński piłkarz
  - Mervana Jugić-Salkić, bośniacka tenisistka
  - Pavel Londak, estoński piłkarz, bramkarz
  - Monika Mrozowska, polska aktorka
  - Gustavo Victoria, kolumbijski piłkarz
- 1981:
  - Björn Andrae, niemiecki siatkarz
  - Sarbel, grecko-cypryjski piosenkarz
  - Júlia Sebestyén, węgierska łyżwiarka figurowa
  - Bohdan Szerszun, ukraiński piłkarz (zm. 2024)
  - Onalethata Thekiso, botswański piłkarz
- 1982:
  - Anders Eggert, duński piłkarz ręczny
  - Ignacio González, urugwajski piłkarz
  - Zofia Małachowska, polska lekkoatletka, płotkarka
  - Ai Shibata, japońska pływaczka
- 1983:
  - Anahí, meksykańska aktorka
  - Luis Pedro Figueroa, chilijski piłkarz
  - Yagnier Hernández, kubański zapaśnik
  - María Emilia Salerni, argentyńska tenisistka
  - Tomisław Tajner, polski skoczek narciarski, kombinator norweski, trener
  - Amber Tamblyn, amerykańska aktorka, poetka
  - Matthieu Valverde, francuski piłkarz, bramkarz
- 1984:
  - Brackcides Khadambi, kenijska siatkarka
  - Takashi Miura, japoński bokser
  - Olly Murs, brytyjski piosenkarz, kompozytor
  - Tomasz Torres, polski perkusista pochodzenia kubańskiego, członek zespołu Afromental
  - Sugoi Uriarte, hiszpański judoka
  - Anna Werblińska, polska siatkarka
  - Hassan Yebda, algierski piłkarz
  - Mark Zuckerberg, amerykański przedsiębiorca, programista komputerowy pochodzenia żydowskiego
- 1985:
  - Michaił Kuzniecow, rosyjski kajakarz górski
  - Ednerson Raymond, haitański piłkarz
  - Alexander Rödiger, niemiecki bobsleista
  - Magdalena Saad, polska siatkarka
  - Nicholas Sprenger, australijski pływak
- 1986:
  - Alosza, ukraińska piosenkarka, kompozytorka
  - Shelley Glover, amerykańska narciarka alpejska (zm. 2004)
  - Marco Motta, włoski piłkarz
  - Senna Ušić-Jogunica, chorwacka siatkarka
- 1987:
  - Ammo, amerykański kompozytor, producent muzyczny, autor tekstów
  - Felipe França Silva, brazylijski pływak
  - Aleksandra Samojłowa, rosyjska siatkarka
  - Francois Steyn, południowoafrykański rugbysta
  - Ben Woollaston, brytyjski snookerzysta
- 1988:
  - Murat Chabaczirow, rosyjski judoka
  - Magdalena Kuras, szwedzka pływaczka
  - Patricia Schauss, szwajcarska siatkarka
- 1989:
  - Rob Gronkowski, amerykański futbolista pochodzenia polskiego
  - Iza Lach, polska piosenkarka, kompozytorka, autorka tekstów
  - Jon Leuer, amerykański koszykarz
  - Thomas Litscher, szwajcarski kolarz górski
  - Arthur Pauli, austriacki skoczek narciarski pochodzenia polskiego
  - Alina Tałaj, białoruska lekkoatletka, płotkarka
  - Vanessa Vandy, fińska lekkoatletka, tyczkarka
- 1990:
  - Marios Andoniadis, cypryjski piłkarz
  - Monika Ptak, polska siatkarka
  - Emily Samuelson, amerykańska łyżwiarka figurowa
  - Alans Siņeļņikovs, łotewski piłkarz
- 1991:
  - Maja Bratkič, słoweńska lekkoatletka, trójskoczkini
  - Ahmed El-Shenawy, egipski piłkarz, trener
  - Lucía Fresco, argentyńska siatkarka
  - Paulina Guba, polska lekkoatletka, kulomiotka
  - David Verburg, amerykański lekkoatleta, sprinter
- 1992:
  - Wiaczesław Andrusienko, rosyjski pływak
  - Munis Dabbur, izraelski piłkarz
  - Yann-Erik de Lanlay, norweski piłkarz pochodzenia francuskiego
  - Hanna Skydan, azerska lekkoatletka, kulomiotka i młociarka pochodzenia ukraińskiego
- 1993:
  - Miranda Cosgrove, amerykańska aktorka, piosenkarka
  - Kristina Mladenovic, francuska tenisistka pochodzenia serbskiego
  - Anna Omielan, polska pływaczka
- 1994:
  - Lidia Augustyniak, polska lekkoatletka, dyskobolka
  - Pernille Blume, duńska pływaczka
  - Bronte Campbell, australijska pływaczka
  - Édison Flores, peruwiański piłkarz
  - Marquinhos, brazylijski piłkarz
  - Dennis Praet, belgijski piłkarz
- 1995:
  - Nicat Abasov, azerski szachista
  - Mattia Aramu, włoski piłkarz
  - Bernardo, brazylijski piłkarz
  - Lasza Dwali, gruziński piłkarz
- 1996:
  - Sabrina Bakare, brytyjska lekkoatletka, sprinterka
  - Kacper Drozdowski, polski szachista
  - Martin Garrix, holenderski didżej, producent muzyczny
  - Irina Kemmsies, niemiecka siatkarka
  - Weronika Pyzik, polska lekkoatletka, biegaczka długodystansowa
  - Dejana Radanović, serbska tenisistka
- 1997 – Radka Stašová, słowacka koszykarka
- 1998:
  - Paulina Borys, polska lekkoatletka, skoczkini wzwyż
  - Nikita Nazarow, rosyjski łyżwiarz figurowy
  - Aaron Ramsdale, angielski piłkarz, bramkarz
  - Taruni Sachdev, indyjska aktorka dziecięca (zm. 2012)
- 1999:
  - Malcolm Barcola, togijski piłkarz, bramkarz
  - Paulina Piechota, polska pływaczka
  - Selma Poutsma, holenderska łyżwiarka szybka, specjalistka short tracku
- 2000:
  - Firas al-Buraikan, saudyjski piłkarz
  - Mayu Ishikawa, japońska siatkarka
  - Grzegorz Kamiński, polski koszykarz
  - Alice Robbe, francuska tenisistka
  - Ilan Van Wilder, belgijski kolarz szosowy
- 2001:
  - Jack Hughes, amerykański hokeista
  - Filippo Ranocchia, włoski piłkarz
  - Ayman Yahya, saudyjski piłkarz
- 2002:
  - Margarita Armstrong-Jones, brytyjska arystokratka
  - Dorota Hałatek, polska piłkarka
  - Bartłomiej Kłudka, polski piłkarz
- 2003:
  - Alan Minda, ekwadorski piłkarz
  - Sofija Nadyrszyna, rosyjska snowboardzistka
- 2004 – Krzysztof Maciaś, polski hokeista
- 2005 – Anastasija Gorodko, kazachska narciarka dowolna

## Zmarli
- 649 – Teodor I, papież (ur. ?)
- 964 – Jan XII, papież (ur. ok. 937)
- 1219 – Wilhelm Marshal, angielski rycerz (ur. 1144)
- 1265 – Idzi z Santarém, portugalski dominikanin, błogosławiony (ur. ok. 1190)
- 1313 – Bolko I, książę opolski, niemodliński i strzelecki (ur. 1254–58)
- 1574 – Guru Amar Das, trzeci guru sikhizmu (ur. 1479)
- 1576 – Tahmasp I, szach Persji (ur. 1514)
- 1603 – Gabriel VIII, patriarcha Koptyjskiego Kościoła Ortodoksyjnego (ur. ?)
- 1604 – Piotr Ciekliński, polski szlachcic, dworzanin, prozaik, poeta (ur. 1558)
- 1608 – Karol III Wielki, książę Lotaryngii (ur. 1543)
- 1610 – Henryk IV Burbon, król Francji i Nawarry (ur. 1553)
- 1615 – Odo van Maelcote, holenderski jezuita, matematyk (ur. 1572)
- 1643 – Ludwik XIII Burbon, król Francji i Nawarry (ur. 1601)
- 1646 – Piotr Kochlewski, polski szlachcic, polityk, pisarz (ur. ok. 1600)
- 1667 – Georges de Scudéry, francuski pisarz (ur. 1601)
- 1679 – August Piastowicz, hrabia legnicki (ur. 1627)
- 1688 – Antoine Furetière, francuski pisarz (ur. 1619)
- 1690 – Carlo Cerri, włoski duchowny katolicki, biskup Ferrary, kardynał (ur. 1610)
- 1725 – Wojciech Andrzej Dąmbski, polski szlachcic, polityk (ur. 1676)
- 1736 – Ludwik August Burbon, francuski arystokrata (ur. 1670)
- 1758:
  - Jakob Buchholtz, spiskoniemiecki rzemieślnik, badacz Tatr (ur. 1696)
  - Elżbieta Fryderyka Oettingen, księżna Hohenlohe-Neuenstein-Gleichen (ur. 1691)
- 1759 – Christoph Gottlieb Fröber, niemiecki kompozytor (ur. 1704)
- 1761 – Thomas Simpson, brytyjski matematyk, wykładowca akademicki (ur. 1710)
- 1781 – Abram Hannibal, rosyjski arystokrata pochodzenia abisyńskiego, pradziadek Aleksandra Puszkina (ur. ?)
- 1798 – Carl Gottlieb Svarez, niemiecki prawnik (ur. 1746)
- 1801:
  - Piotr Choe Pil-je, koreański męczennik i błogosławiony katolicki (ur. 1770)
  - Łucja Yun Un-hye, koreańska męczennica i błogosławiona katolicka (ur. ?)
- 1818 – Matthew Gregory Lewis, brytyjski prozaik, dramaturg (ur. 1775)
- 1831 – Wacław Seweryn Rzewuski, polski podróżnik, orientalista, poeta, jeździec, znawca koni (ur. 1784)
- 1840 – Carl Ludwig Engel, niemiecki architekt (ur. 1778)
- 1847 – Fanny Mendelssohn, niemiecka kompozytorka, pianistka (ur. 1805)
- 1854 – Friederike Karoline von Reden, niemiecka arystokratka, mecenas sztuki (ur. 1774)
- 1856 – Teodora Guérin, francuska zakonnica, święta (ur. 1798)
- 1859 – Šime Starčević, chorwacki duchowny katolicki, językoznawca, slawista (ur. 1784)
- 1860 – Ludwig Bechstein, niemiecki pisarz (ur. 1801)
- 1863 – Michał Garicoïts, francuski duchowny katolicki, święty (ur. 1797)
- 1864 – Polikarp Bugielski, polski działacz niepodległościowy, uczestnik powstania styczniowego (ur. 1830)
- 1866 – Henrik Weber, węgierski malarz (ur. 1818)
- 1878 – Toshimichi Ōkubo, japoński samuraj, polityk (ur. 1830)
- 1879 – Henry Sewell, nowozelandzki polityk, pierwszy premier Nowej Zelandii (ur. 1807)
- 1881:
  - Maria Dominika Mazzarello, włoska zakonnica, święta (ur. 1837)
  - Mary Seacole, jamajska pielęgniarka (ur. 1805)
- 1884 – Józef Bogdański, polski malarz cerkiewny (ur. 1800)
- 1887:
  - Hippolyte Bayard, francuski pionier fotografii (ur. 1801)
  - Lysander Spooner, amerykański anarchoindywidualista, przedsiębiorca, prawnik, filozof polityczny, abolicjonista (ur. 1808)
- 1888 – Jan Ignacy Korytkowski, polski duchowny katolicki, biskup, historyk, archiwista, bibliotekarz (ur. 1824)
- 1893 – Ernst Eduard Kummer, niemiecki matematyk, wykładowca akademicki (ur. 1810)
- 1899 – Lars Fredrik Nilson, szwedzki chemik, wykładowca akademicki (ur. 1840)
- 1902 – Władysław Skłodowski, polski nauczyciel, biolog, publicysta, tłumacz (ur. 1832)
- 1903 – Szczęsny Gorazdowski, polski urzędnik, polityk (ur. 1814)
- 1904:
  - Karol Gustaw Manitius, polski duchowny ewangelicki pochodzenia niemieckiego, superintendent generalny Kościoła Ewangelicko-Augsburskiego (ur. 1823)
  - Hans Miksch, austriacki architekt, budowniczy (ur. 1846)
- 1905 – Kazimierz Mokłowski, polski architekt, historyk sztuki, publicysta (ur. 1869)
- 1906:
  - Carl Schurz, niemiecko-amerykański rewolucjonista, generał, polityk (ur. 1829)
  - Baruch Szulman, polski działacz robotniczy, zamachowiec pochodzenia żydowskiego (ur. 1886)
- 1907 – Karol Jonscher (starszy), polski lekarz, działacz społeczny (ur. 1850)
- 1909 – Józef Buchbinder, polski malarz, grafik pochodzenia żydowskiego (ur. 1839)
- 1912:
  - Antoni Donimirski, polski prawnik, ekonomista, publicysta (ur. 1846)
  - Fryderyk VIII, król Danii (ur. 1843)
  - August Strindberg, szwedzki prozaik, poeta, dramaturg, eseista, malarz, fotograf (ur. 1849)
- 1915 – Rudolf Strobl, polski pianista, pedagog pochodzenia niemieckiego (ur. 1831)
- 1916 – William Stanley Jr., amerykański fizyk, inżynier elektrotechnik, wynalazca (ur. 1858)
- 1918:
  - James Gordon Bennett Jr., amerykański dziennikarz, wydawca prasowy (ur. 1841)
  - Sławomir Celiński, polski inżynier, architekt, rzeźbiarz (ur. 1852)
  - Antoni Jabłoński-Jasieńczyk, polski architekt, budowniczy (ur. 1854)
  - Max Wilms, niemiecki chirurg, patolog (ur. 1867)
- 1919:
  - Henry John Heinz, amerykański przedsiębiorca, wynalazca pochodzenia niemieckiego (ur. 1844)
  - Zygmunt Kostrzewski, polski podporucznik pilot (ur. 1897)
  - Mieczysław Motylewski, polski podporucznik obserwator (ur. 1898)
- 1920 – Władysław Bartkowiak, polski sierżant pilot (ur. 1900)
- 1921 – Józef Antoni Kisiel, polski porucznik, uczestnik powstania styczniowego (ur. 1842)
- 1922:
  - Maria Hamilton, brytyjska arystokratka (ur. 1850)
  - Karol Skibiński, polski inżynier budowy kolei (ur. 1849)
- 1923 – Charles de Freycinet, francuski polityk, premier Francji (ur. 1828)
- 1924:
  - Enrico Barone, włoski pułkownik, ekonomista, wykładowca akademicki (ur. 1859)
  - Roman Komierowski, polski prawnik, pisarz historyczny, polityk (ur. 1846)
  - Lino Maupas, chorwacki franciszkanin, Sługa Boży (ur. 1866)
- 1925 – Henry Rider Haggard, brytyjski pisarz (ur. 1856)
- 1926:
  - Mieczysław Bem, polski kapral, harcmistrz (ur. 1894)
  - Adolf Bergman, szwedzki przeciągacz liny (ur. 1879)
  - Szymon Fornal, polski szeregowy (ur. 1898)
  - Christian Hohenlohe, niemiecki książę, właściciel ziemski (ur. 1848)
  - Czesław Józef Niekraszewicz, polski kapitan obserwator (ur. 1896)
  - Stefan Steblecki, polski kapitan piechoty (ur. 1889)
- 1927:
  - Friedrich Lange, niemiecki chirurg, filantrop (ur. 1849)
  - Jan Michejda, polski prawnik, działacz narodowy, samorządowiec, burmistrz Cieszyna (ur. 1853)
- 1928:
  - Kazimierz Kostynowicz, polski scenograf, rysownik, karykaturzysta, ceramik (ur. 1884)
  - Julian Kraushar, polski inżynier, działacz społeczny pochodzenia żydowskiego (ur. 1884)
- 1929:
  - Johan Emil Järvisalo, karelski i radziecki polityk (ur. 1888)
  - Edvard August Vainio, fiński lichenolog, wykładowca akademicki (ur. 1853)
- 1930:
  - Erik Fredriksson, szwedzki przeciągacz liny (ur. 1885)
  - Władysław Orkan, polski pisarz (ur. 1875)
- 1931:
  - David Belasco, amerykański dramaturg, impresario, reżyser teatralny pochodzenia żydowskiego (ur. 1853)
  - Viktor Dyk, czeski prawnik, polityk, poeta, prozaik (ur. 1877)
- 1933:
  - Jan Chudzik, polski podchorąży lotnictwa, prawnik, działacz narodowy i społeczny (ur. 1904)
  - Juozas Žebrauskas, litewski piłkarz (ur. 1904)
- 1934 – Zbigniew Staniewicz, polski aktor (ur. 1906)
- 1935 – Magnus Hirschfeld, niemiecki lekarz pochodzenia żydowskiego (ur. 1868)
- 1937 – Charles Homer Haskins, amerykański historyk (ur. 1870)
- 1939:
  - Jesse Price, amerykański polityk (ur. 1863)
  - Paul Styger, szwajcarski duchowny katolicki, historyk sztuki (ur. 1887)
- 1940:
  - Menno ter Braak, holenderski pisarz, eseista, krytyk literacki (ur. 1902)
  - Emma Goldman, rosyjsko-amerykańska anarchistka pochodzenia żydowskiego (ur. 1869)
  - Witold Przykucki, polski piłkarz (ur. 1907)
  - Józef Stogowski, polski hokeista, lekkoatleta, tenisista, piłkarz (ur. 1899)
- 1941 – Ananij Wołyneć, ukraiński pułkownik, antybolszewicki dowódca partyzancki, emigracyjny działacz narodowy (ur. 1894)
- 1942:
  - Bjørn Bjørnson, norweski aktor, dramaturg, reżyser teatralny (ur. 1859)
  - Kazimierz Chodynicki, polski historyk, wykładowca akademicki (ur. 1890)
  - Frank Churchill, amerykański kompozytor (ur. 1901)
  - Karol Golda, polski duchowny katolicki, Sługa Boży (ur. 1914)
- 1943:
  - Bartolomeo Cattaneo, włoski duchowny katolicki, arcybiskup, dyplomata watykański (ur. 1866)
  - Henri La Fontaine, belgijski prawnik, laureat Pokojowej Nagrody Nobla (ur. 1854)
  - Fryderyk August Jerzy Wettyn, niemiecki duchowny katolicki, ostatni następca tronu Saksonii (ur. 1893)
  - Rudolf Świerczyński, polski architekt, wykładowca akademicki (ur. 1887)
- 1944:
  - Eugen Steinach, austriacki fizjolog, wykładowca akademicki (ur. 1861)
  - Leopold Żołnierczyk, polski podporucznik (ur. 1918)
- 1945:
  - Wilhelm Murr, niemiecki polityk nazistowski (ur. 1888)
  - Shunsuke Tomiyasu, japoński pilot wojskowy (ur. 1922)
- 1946 – Fritz Ritterbusch, niemiecki funkcjonariusz i zbrodniarz nazistowski (ur. 1894)
- 1948 – John H. Overton, amerykański polityk (ur. 1875)
- 1949:
  - Stanisław Bączek, polski żołnierz NZW (ur. 1922)
  - Józef Łukaszewicz, polski żołnierz NSZ (ur. 1929)
  - Marian Michał Weryński, polski major audytor (ur. 1892)
- 1951:
  - John H. Burke, amerykański polityk (ur. 1894)
  - Chaim Hanft, polski rzeźbiarz, malarz, metaloplastyk, ilustrator książek pochodzenia żydowskiego (ur. 1899)
- 1953:
  - Tamar Abakelia, gruzińska rzeźbiarka, graficzka (ur. 1905)
  - Aleksandr Lepiłow, radziecki generał major, inżynier, polityk (ur. 1895)
- 1954 – Heinz Guderian, niemiecki generał pułkownik (ur. 1888)
- 1956 – Walenty Gadowski, polski duchowny katolicki, taternik (ur. 1861)
- 1957:
  - Camil Petrescu, rumuński prozaik, dramaturg, filozof (ur. 1894)
  - Stefan (Szokow), bułgarski biskup prawosławny (ur. 1878)
- 1959:
  - Sidney Bechet, amerykański muzyk i kompozytor jazzowy (ur. 1897)
  - Maria Antonina, infantka portugalska, księżna Parmy (ur. 1862)
- 1960 – Lucrezia Bori, hiszpańska śpiewaczka operowa (sopran) (ur. 1887)
- 1961:
  - Harry Parker, nowozelandzki tenisista (ur. 1873)
  - Jadwiga Szustrowa, polska lekarka (ur. 1890)
- 1962 – Florence Auer, amerykańska aktorka (ur. 1880)
- 1964 – Nicholas Tregurtha, brytyjski rugbysta (ur. 1883)
- 1965:
  - Grigorij Bieżanow, radziecki generał major NKWD (ur. 1897)
  - Otokar Chlup, czeski pedagog (ur. 1875)
  - Frances Perkins, amerykańska polityk (ur. 1880)
  - Innocenty (Sokal), rosyjski biskup prawosławny (ur. 1883)
  - Kazimierz Suchecki, polski leśnik, wykładowca akademicki (ur. 1880)
  - Leoncjusz (Turkiewicz), ukraiński biskup prawosławny, metropolita całej Ameryki i Kanady (ur. 1876)
- 1966:
  - Hyobong Hangnul, koreański mistrz sŏn (ur. 1888)
  - Ludwig Meidner, niemiecki malarz, grafik pochodzenia żydowskiego (ur. 1884)
- 1967:
  - Renzo De Vecchi, włoski piłkarz, trener (ur. 1894)
  - Mike Gold, amerykański pisarz pochodzenia żydowskiego (ur. 1893)
- 1968:
  - Alan Jerrard, brytyjski pilot wojskowy, as myśliwski (ur. 1897)
  - Husband Edward Kimmel, amerykański admirał (ur. 1882)
- 1969:
  - Kazimiera Berkan, polska misjonarka świecka, publicystyka (ur. 1889)
  - Frederick Lane, australijski pływak (ur. 1880)
  - Jacques Thubé, francuski żeglarz sportowy (ur. 1882)
- 1970:
  - Billie Burke, amerykańska aktorka (ur. 1884)
  - Fritz Perls, niemiecki psycholog, psychoterapeuta pochodzenia żydowskiego (ur. 1893)
- 1971:
  - Irena Kuczborska, polska graficzka (ur. 1908)
  - Osny, brazylijski piłkarz (ur. 1898)
  - Grażyna Pytka, polska poetka (ur. 1954)
- 1972:
  - Ilija Bašičević, serbski malarz prymitywista (ur. 1895)
  - Ołeksandr Kornijczuk, ukraiński dramaturg, polityk (ur. 1905)
  - Marian Kubicki, polski dziennikarz, literat, polityk, poseł do KRN i na Sejm PRL (ur. 1908)
  - Sándor Radó, węgierski lekarz, psychoanalityk, wykładowca akademicki (ur. 1890)
- 1973:
  - Saúl Calandra, argentyński piłkarz (ur. 1904)
  - Hans Haas, austriacki sztangista (ur. 1906)
  - Siegfried Kroboth, niemiecki chłopiec, ofiara muru berlińskiego (ur. 1968)
  - Łeopold Łewycki, ukraiński malarz, grafik, rzeźbiarz pochodzenia polskiego (ur. 1906)
  - Raymond Schwartz, francuski pisarz esperancki, bankier (ur. 1894)
- 1974:
  - Stanisław Kuniczak, polski generał brygady (ur. 1900)
  - Roman Michałowski, polski podpułkownik dyplomowany artylerii, dyplomata (ur. 1895)
  - Jacob Moreno, austriacko-amerykański psychiatra, socjolog (ur. 1889)
- 1975:
  - Ernst Alexanderson, szwedzki i amerykański konstruktor, wynalazca, pionier radia (ur. 1878)
  - Lyall Dagg, kanadyjski curler (ur. 1929)
  - Oskar Hammelsbeck, niemiecki pedagog (ur. 1899)
- 1976:
  - Mahmadali Kurbonow, tadżycki i radziecki polityk (ur. 1905)
  - Andrzej Osiecimski-Czapski, polski wioślarz, hokeista (ur. 1899)
  - Keith Relf, brytyjski muzyk, członek zespołu The Yardbirds (ur. 1943)
- 1977:
  - Piotr Diemientjew, radziecki generał pułkownik inżynier, polityk (ur. 1907)
  - Hieronim Jawłowski, polski zoolog, myriapodolog, wykładowca akademicki (ur. 1887)
- 1978:
  - Aleksander Kipnis, amerykański śpiewak operowy (bas) pochodzenia żydowskiego (ur. 1891)
  - Ja’akow Riftin, izraelski polityk (ur. 1907)
- 1979:
  - José Camón Aznar, hiszpański historyk, historyk sztuki, filozof, literat, wykładowca akademicki (ur. 1898)
  - Zvonimir Cimermančić, chorwacki piłkarz (ur. 1917)
  - Jean Rhys, brytyjska pisarka (ur. 1890)
  - Iwan Zamczewski, radziecki generał pułkownik inżynier, polityk (ur. 1909)
- 1980:
  - Fatmawati, indonezyjska pierwsza dama (ur. 1923)
  - Hugh Griffith, brytyjski aktor (ur. 1912)
- 1981:
  - Michele Andreolo, urugwajsko-włoski piłkarz (ur. 1912)
  - Hugo Gjanković, chorwacki chirurg, ginekolog (ur. 1893)
  - Juan Posadas, argentyński trockista (ur. 1912)
  - Michaił Zujew, radziecki pułkownik pilot, as myśliwski (ur. 1918)
- 1983:
  - Fiodor Abramow, rosyjski pisarz, literaturoznawca, publicysta (ur. 1920)
  - Miguel Alemán Valdés, meksykański polityk, prezydent Meksyku (ur. 1900)
  - André Dupont-Sommer, francuski historyk, semitystyk, wykładowca akademicki (ur. 1900)
  - Jean Ginsberg, francuski architekt (ur. 1905)
  - Seweryn Kulesza, polski major kawalerii, jeździec sportowy (ur. 1900)
  - René Pontoni, argentyński piłkarz (ur. 1920)
  - Grzegorz Przemyk, polski maturzysta, poeta, ofiara stanu wojennego (ur. 1964)
  - Leonard Read, amerykański przedsiębiorca, ekonomista (ur. 1898)
  - Emil Smetana, polski matematyk, wykładowca akademicki, działacz partyjny pochodzenia czeskiego (ur. 1903)
- 1984:
  - Andrzej Babiński, polski poeta (ur. 1938)
  - Zbigniew Dobrzyński, polski architekt (ur. 1935)
- 1985 – Ladislav Ženíšek, czeski piłkarz, trener (ur. 1904)
- 1986 – Pierino Favalli, włoski kolarz szosowy (ur. 1914)
- 1987 – Rita Hayworth, amerykańska aktorka pochodzenia hiszpańsko-irlandzkiego (ur. 1918)
- 1988:
  - Willem Drees, holenderski polityk, premier Holandii (ur. 1886)
  - Nikołaj Makarow, radziecki konstruktor broni strzeleckiej (ur. 1914)
- 1989 – Nikifor Kalczenko, radziecki i ukraiński polityk (ur. 1906)
- 1991:
  - Aladár Gerevich, węgierski szablista (ur. 1910)
  - Jiang Qing, chińska polityk (ur. 1914)
  - Bożena Rogalska, polska aktorka (ur. 1952)
- 1994:
  - Ryszard Zakrzewski, polski dziennikarz, polityk, działacz emigracyjny (ur. 1913)
- 1995:
  - Christian Anfinsen, amerykański biochemik, laureat Nagrody Nobla (ur. 1916)
  - Jean Laurent, francuski piłkarz (ur. 1906)
- 1996:
  - Jan Hertl, czeski piłkarz (ur. 1929)
  - Leopold Šťastný, słowacki piłkarz, trener (ur. 1911)
- 1997 – Dżambyn Batmönch, mongolski polityk komunistyczny, premier, przewodniczący Wielkiego Churału Państwowego, sekretarz generalny Mongolskiej Partii Ludowo-Rewolucyjnej (ur. 1926)
- 1998:
  - Aleksandr Botwin, radziecki dyplomata, polityk (ur. 1918)
  - Jicchak Moda’i, izraelski polityk (ur. 1926)
  - Frank Sinatra, amerykański piosenkarz, aktor pochodzenia włoskiego (ur. 1915)
- 2000 – Keizō Obuchi, japoński polityk, premier Japonii (ur. 1937)
- 2001 – Ettore Puricelli, włosko-urugwajski piłkarz (ur. 1916)
- 2002 – Ray Stricklyn, amerykański aktor (ur. 1928)
- 2003:
  - Tranquilo Capozzo, argentyński wioślarz (ur. 1918)
  - Dave DeBusschere, amerykański koszykarz (ur. 1940)
  - Wendy Hiller, brytyjska aktorka (ur. 1912)
  - Robert Stack, amerykański aktor, producent filmowy (ur. 1919)
- 2004:
  - Jesús Gil, hiszpański działacz sportowy (ur. 1933)
  - Torsten Johansson, szwedzki tenisista (ur. 1920)
  - Anna Lee, brytyjska aktorka (ur. 1913)
  - Eugene Mallove, amerykański redaktor, wydawca (ur. 1947)
- 2006:
  - Jurij Denisiuk, rosyjski fizyk (ur. 1927)
  - Magda Leja, polska pisarka, autorka utworów dla dzieci (ur. 1935)
  - Robert Bruce Merrifield, amerykański biochemik, wykładowca akademicki, laureat Nagrody Nobla (ur. 1921)
- 2007:
  - Walery Bortiakow, polski aktor, reżyser, scenograf, witrażysta pochodzenia rosyjskiego (ur. 1941)
  - Kathleen Browne, nowozelandzko-brytyjska malarka, pedagog (ur. 1905)
  - Jean Saubert, amerykańska narciarka alpejska (ur. 1942)
- 2008:
  - Robert Becker, amerykański ortopeda (ur. 1923)
  - Jurij Rytcheu, czukocki pisarz (ur. 1930)
  - Roman Wapiński, polski historyk, wykładowca akademicki (ur. 1931)
- 2009:
  - Meinolf Mertens, niemiecki rolnik, samorządowiec, polityk, eurodeputowany (ur. 1923)
  - César Ruminski, francuski piłkarz, bramkarz pochodzenia polskiego (ur. 1924)
  - Zofia Siemaszko, polska graficzka, rzeźbiarka, medalierka (ur. 1907)
- 2010:
  - Sławomir Rubin, polski kolarz szosowy i torowy (ur. 1946)
  - Mikołaj Szczęsny, polski historyk, muzykolog, publicysta i krytyk muzyczny (ur. 1945)
- 2011:
  - Teuvo Laukkanen, fiński biegacz narciarski (ur. 1919)
  - Nicholas V. Riasanovsky, amerykański historyk, wykładowca akademicki pochodzenia rosyjskiego (ur. 1923)
  - Birgitta Trotzig, szwedzka pisarka, poetka (ur. 1929)
- 2012:
  - Wladimer Apciauri, gruziński florecista (ur. 1962)
  - Taruni Sachdev, indyjska aktorka dziecięca (ur. 1998)
- 2013:
  - Arsen Czilingarian, ormiański piłkarz, trener (ur. 1965)
  - Stanisław Frycie, polski historyk literatury, wykładowca akademicki, redaktor (ur. 1933)
  - Marian Jeżak, polski hokeista (ur. 1928)
  - Piotr Mazur, polski architekt, wykładowca akademicki (ur. 1956)
- 2014:
  - Lidija Bryzga, radziecka polityk (ur. 1943)
  - Bolesław Klecha, polski podpułkownik pilot (ur. 1917)
  - Jan Skarbek, polski historyk, wykładowca akademicki (ur. 1940)
  - Maciej Wyrobek, polski muzyk awangardowy, didżej (ur. 1971)
- 2015:
  - B.B. King, amerykański muzyk bluesowy (ur. 1925)
  - Tadeusz Kukiz, polski lekarz, historyk kultury (ur. 1932)
  - Zdzisław Żygulski, polski historyk, teoretyk sztuki (ur. 1921)
- 2016:
  - Ireneusz Szafranek, polski poeta (ur. 1956)
  - André Wicky, szwajcarski kierowca wyścigowy (ur. 1928)
- 2017:
  - Powers Boothe, amerykański aktor (ur. 1948)
  - Frank Brian, amerykański koszykarz (ur. 1923)
- 2018:
  - Elaine Edwards, amerykańska polityk (ur. 1929)
  - Roberto Farias, brazylijski reżyser, scenarzysta i producent filmowy (ur. 1932)
  - Tomasz Karwowski, polski polityk, poseł na Sejm RP (ur. 1960)
  - George Sudarshan, indyjski fizyk teoretyczny pochodzenia keralskiego (ur. 1931)
  - William Vance, belgijski rysownik komiksowy (ur. 1935)
  - Tom Wolfe, amerykański pisarz, dziennikarz (ur. 1930)
  - Józef Zwisłocki, polski fizyk, specjalista psychoakustyki, pisarz naukowy (ur. 1922)
- 2019:
  - Urbano José Allgayer, brazylijski duchowny katolicki, biskup Passo Fundo (ur. 1924)
  - Tim Conway, amerykański aktor (ur. 1933)
  - Sven Lindqvist, szwedzki dziennikarz (ur. 1932)
  - Alice Rivlin, amerykańska ekonomistka (ur. 1931)
- 2020:
  - Henryk Jaskuła, polski żeglarz (ur. 1923)
  - Czesław Stanula, polski duchowny katolicki, redemptorysta, misjonarz, biskup Itabuny w Brazylii (ur. 1940)
- 2021:
  - Torkild Brakstad, norweski piłkarz, trener (ur. 1945)
  - Milan Ftáčnik, słowacki matematyk, fizyk, samorządowiec, polityk, minister edukacji, burmistrz Bratysławy (ur. 1956)
  - Wojciech Krajewski, polski anestezjolog, wykładowca akademicki (ur. 1949)
  - Ester Mägi, estońska kompozytor, pedagog (ur. 1922)
  - Marian Ormaniec, polski zootechnik, przedsiębiorca, samorządowiec, wicemarszałek województwa śląskiego (ur. 1962)
- 2022:
  - James Francis Edwards, kanadyjski pilot wojskowy, as myśliwski (ur. 1921)
  - Czesław Głombik, polski filozof, wykładowca akademicki (ur. 1935)
  - Rienat Ibragimow, rosyjski śpiewak operowy i estradowy, producent muzyczny (ur. 1947)
  - Andrew Symonds, australijski krykiecista (ur. 1975)
  - Francesco Zerrillo, włoski duchowny katolicki, biskup Tricarico i Lucera-Troia (ur. 1931)
- 2023:
  - Doyle Brunson, amerykański pokerzysta (ur. 1933)
  - Guerrino Riccardo Brusati, włoski duchowny katolicki, biskup Caetité i Janaúby (ur. 1945)
  - Ingrid Haebler, austriacka pianistka (ur. 1929)
  - Karl Hesse, niemiecki duchowny katolicki, misjonarz, biskup Kaviengu, arcybiskup Rabaulu (ur. 1936)
  - Ferran Olivella, hiszpański piłkarz (ur. 1936)
- 2024:
  - Fabián Cancelarich, argentyński piłkarz (ur. 1965)
  - Zofia Czekalska, polska działaczka kombatancka, uczestniczka powstania warszawskiego (ur. 1923)
  - Janusz Gołębiowski, polski historyk, ekonomista (ur. 1928)
- 2025:
  - Aleksander Kobyliński, polski pieśniarz, gitarzysta, kompozytor, bard, działacz społeczny (ur. 1936)
  - Chufo Lloréns, hiszpański prawnik, pisarz (ur. 1931)